# Shuhei Takizawa
Shuhei Takizawa (瀧澤 修平 Takizawa Shuhei?, nacido el 19 de julio de 1993 en Ibaraki) es un futbolista japonés que se desempeña como defensa.

## Trayectoria

### Clubes
| Club                | País  | Año           |
| ------------------- | ----- | ------------- |
| FC Ryukyu           | Japón | 2016-2019     |
| Mito HollyHock      | Japón | 2019-2022     |
| Montedio Yamagata   | Japón | 2021          |
| Tegevajaro Miyazaki | Japón | 2022          |
| Tsukuba FC          | Japón | 2023-presente |

## Estadística de carrera

### J. League
| Club      | Año   | J. League | J. League | Copa J. League | Copa J. League | Total | Total |
| Club      | Año   | Part.     | Goles     | Part.          | Goles          | Part. | Goles |
| --------- | ----- | --------- | --------- | -------------- | -------------- | ----- | ----- |
| FC Ryukyu | 2016  | 25        | 1         | -              | -              | 25    | 1     |
| FC Ryukyu | 2017  | 20        | 0         | -              | -              | 20    | 0     |
| Total     | Total | 45        | 1         | 0              | 0              | 45    | 1     |